# یون بیت-گارام
یون بیت-گارام (کره‌ای: 윤빛가람؛ زادهٔ ۷ مهٔ ۱۹۹۰) بازیکن فوتبال اهل کره جنوبی است.
از باشگاه‌هایی که در آن بازی کرده‌است می‌توان به باشگاه فوتبال ججو یونایتد، باشگاه فوتبال سئونگنام، و باشگاه فوتبال جیونگنام اشاره کرد.
وی همچنین در تیم‌های ملی فوتبال زیر ۱۷ سال کره جنوبی، زیر ۲۳ سال کره جنوبی، و کره جنوبی بازی کرده‌است.
وی در مسابقات کشوری و بین‌المللی در مجموع برندهٔ ۱ مدال برنز شده‌است.
افتخارات:
اولسان هیوندای:
قهرمان لیگ قهرمانان آسیا ۲۰۲۰
فردی:
بهترین بازیکن لیگ قهرمانان آسیا ۲۰۲۰